# 958 Asplinda
958 Asplinda, asteroid vanjskog glavnog pojasa. Otkrio ga je Karl Wilhelm Reinmuth, 28. rujna 1921.

## Vanjske poveznice
- Minor Planet Center